# 애니시다
흔히 애니시다 정확히는 양골담초(洋骨擔草, 학명: Cytisus scoparius)는 콩과에 속하는 낙엽관목이다. 이베리아반도에서 영국 제도, 남부 스칸디나비아와 폴란드와 루마니아의 동부에 이르는 유럽 원산이다. 60여 종의 변종이 있다. 주로 저지대의 볕이 잘 들고 건조한 모래땅에서 서식한다. 금작화(金雀花)라고 부르기도 한다.
꽃이 아름다워 관상식물로 심어 기른다. 키는 1~3 미터 남짓이며, 줄기는 보통 지름 5 센티미터 정도에 이른다. 잎은 3출엽인데, 작은 잎의 길이는 5~15 밀리미터 정도이다. 꽃은 5월부터 여름까지 피는데, 나비 모양의 노란색 꽃이 나무 가득 피며 수십 일 동안 지속된다. 열매는 늦봄에 콩과답게 꼬투리열매가 열리며, 열매가 익으면 꼬투리가 터져 퍼져 나가는 씨는 내한성이 강해 대략 영하 25도까지 견딘다.

## 사진

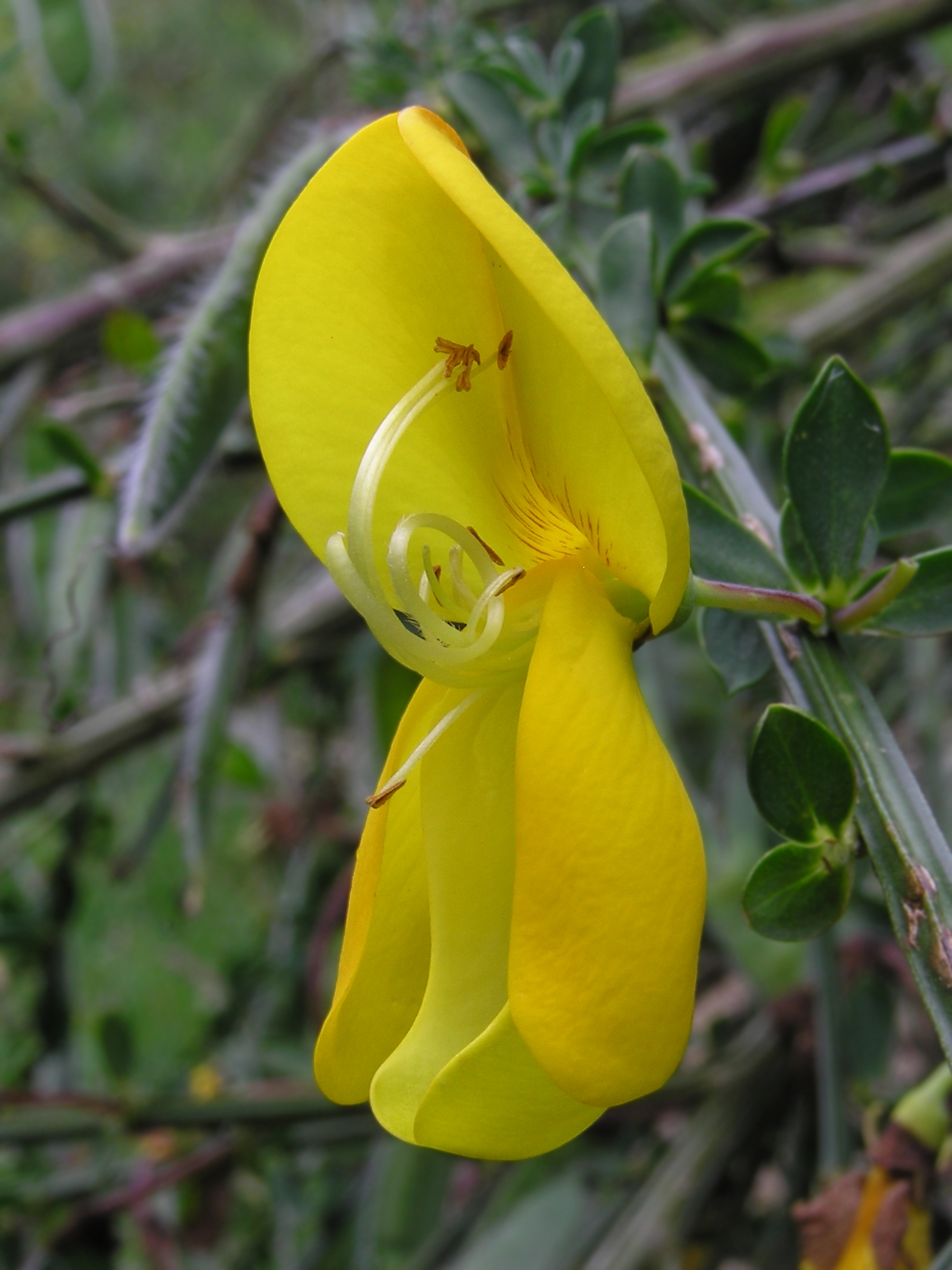
꽃
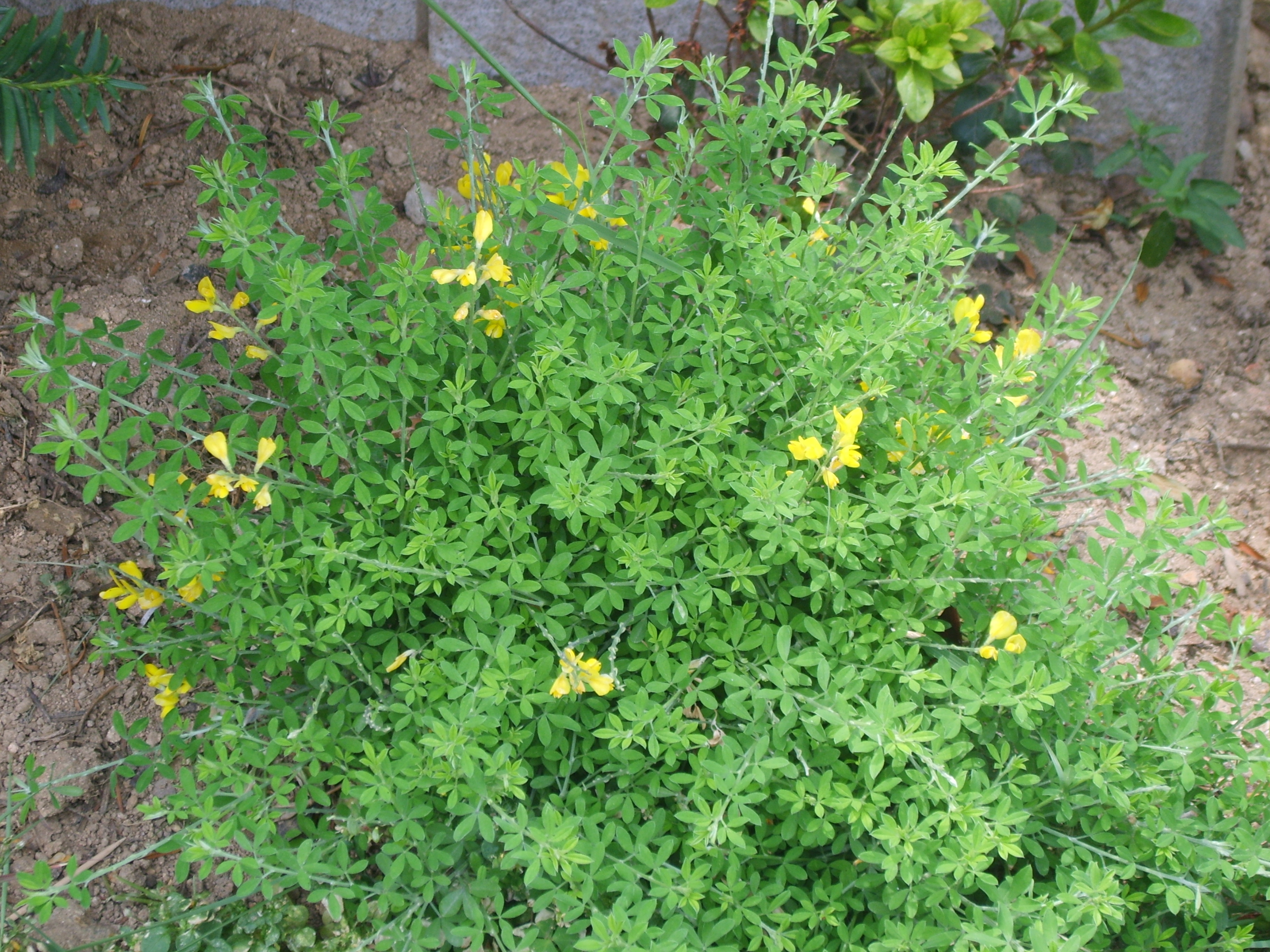
관상용으로 화단에 심긴 모습
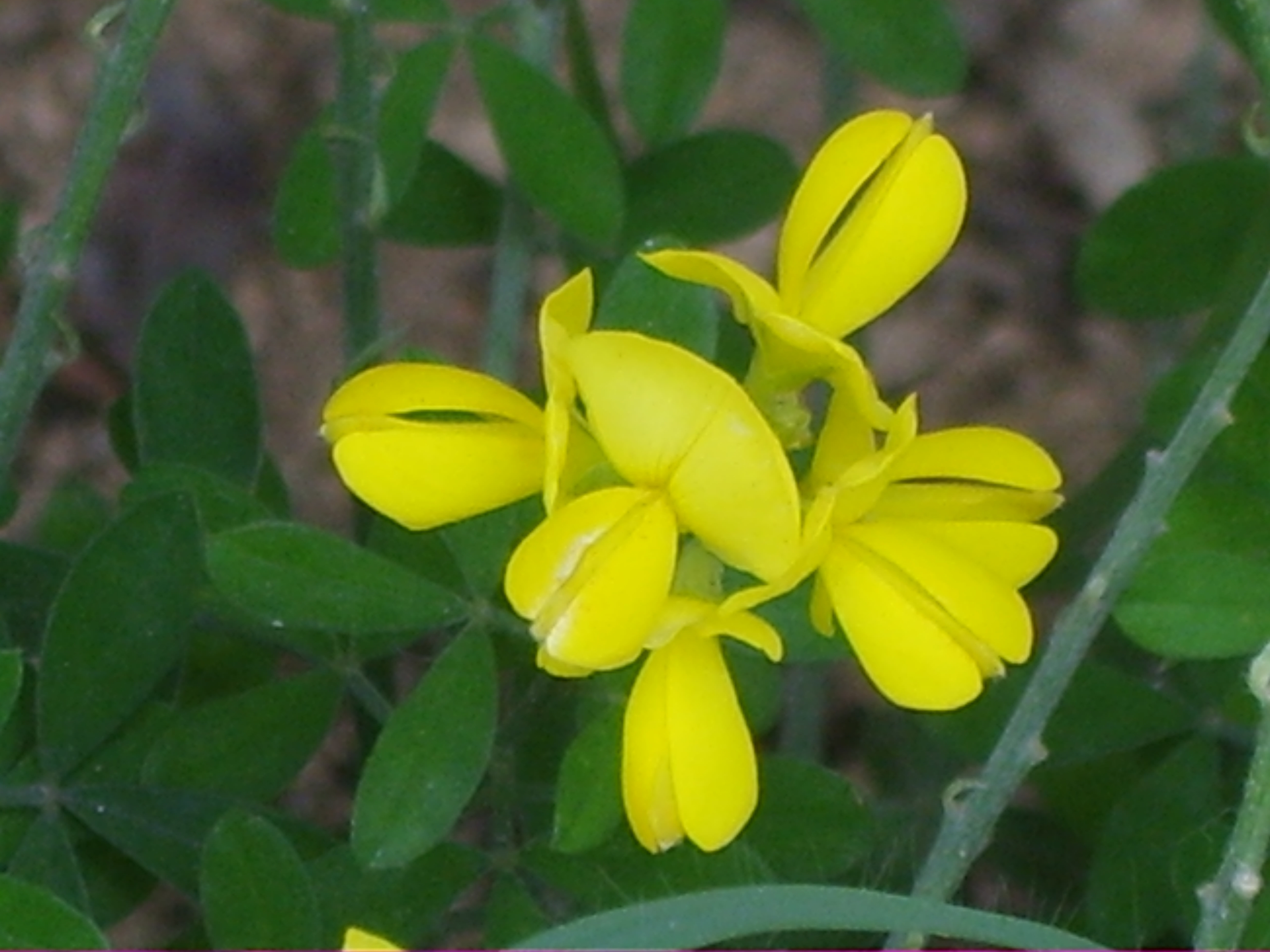
꽃 뒤에 보이는 삼출엽